# Coleophora vestalella
Coleophora vestalella là một loài bướm đêm thuộc họ Coleophoridae. Nó được tìm thấy ở Pháp, Tây Ban Nha và Mallorca.
Ấu trùng ăn Anthyllis cytisoides. 